# Landgestüt Zweibrücken

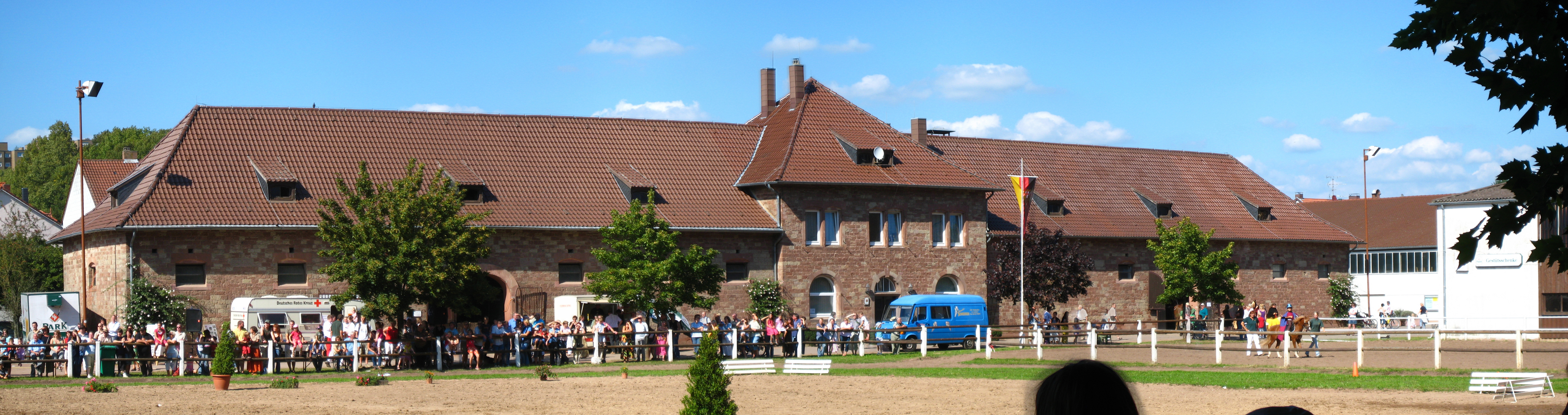
Hauptgebäude des Landgestütes Zweibrücken während der „Zweibrücker Pferdetage“ 2007

Das Landgestüt Zweibrücken war ab 1960 das Landgestüt des Landes Rheinland-Pfalz. Seit 2008 ist das Gestüt ein Unternehmen in Form einer GmbH.
Es stellt Hengste für die Zucht zur Verfügung und betreibt eine Besamungsstation. Darüber hinaus ist das Gestüt zuständige Behörde für das Leistungsprüfungswesen der Pferde gemäß Tierzuchtgesetz und engagiert sich in der Aus- und Fortbildung im Bereich der Pferdezucht und -haltung.

## Geschichte
Die Gründung des Gestüts geht auf die Regierungszeit Herzog Christian IV. von Pfalz-Zweibrücken (1740–1775) zurück. Der Herzog, selbst ein guter und begeisterter Reiter und Jäger, hatte bei einer Reise nach England dort die Pferdezucht, vor allem die englischen Vollblüter, kennengelernt. Die gewonnenen Erkenntnisse sollten dem Aufbau einer eigenen Pferdezucht dienen. So entstanden in den Jahren 1752–1755 in Birkhausen im nahen Hornbachtal, auf dem Hauptgestüt Eichelscheiderhof bei Waldmohr, bei Kirkel und auf dem Holzhauserhof bei Nohfelden an der Nahe Einrichtungen des herzoglichen Gestüts. Als Gründungsjahr gilt das Jahr 1755. In diesem Jahr erließ Herzog Christian IV. eine Verordnung, in welchem er die Aufstellung herzoglicher Hengste auf auswärtigen Beschälstationen des Herzogtums Zweibrücken regelte. Von seinem Bruder, dem kaiserlichen Feldmarschall Friedrich Michael, hatte Christian IV. z. B. den Araberhengst Vezir zum Geschenk erhalten. Christian IV. gilt nachweislich als Begründer der beiden Pferderassen „Anglo-Araber“ und „Zweibrücker“. Die mittelgroßen, harten Pferde, die sich in Parforcejagden bewähren mussten, eigneten sich gut für die Kurierdienste und für die Kavallerie.
Welche Bedeutung diese kleine Pferdezuchtregion in diesen Jahren hatte und welche Begehrlichkeit die „Zweibrücker“ erweckten, zeigt der Ankauf von 150 Hengsten durch König Friedrich II. von Preußen, den „alten Fritz“, im Jahre 1783 zum Ausbau seines berühmt gewordenen Gestüt Trakehnen. Im Hauptbeschälerbuch Trakehnen der Jahre 1732–1945 sind die Zweibrücker Hengste Empereur und Culblanc verzeichnet, die Landstallmeister von Burgsdorff zu den Hengsten rechnet, welche dem gesamten Trakehner Gestüt von 1768 bis 1808 am meisten genützt haben.
Herzog Karl II. August (1775–1795), der Neffe und Nachfolger Christians, führte die Zucht im Sinne seines Vorgängers weiter und prägte in der Präambel seiner neuen Gestütsordnung den richtungsweisenden Leitsatz: „Um unseren getreuen Unterthanen mehrern Verdienst und Nahrung zu verschaffen, auch das Geld im Lande zu behalten, sollen nach unseren gnädigsten Gesinnungen in unseren gesamten Herzoglichen Landen soviel immer thunlich schöne brauchbare und gute Pferde gezogen werden.“
Im Jahre 1793 besetzten die französischen Revolutionstruppen das Land. Die französische Zeit sollte ca. 20 Jahre dauern. Der Hengstbestand sowie die Stuten und Fohlen wurden nach Rosières-aux-Salines bei Nancy verbracht. Erst 1802 kehrten sechs Hengste nach Zweibrücken zurück. Inzwischen war Napoleon zum Kaiser der Franzosen aufgestiegen. Bei seinen Feldzügen hatten ihn die mit Pferden aus der in Rosières weiterbetriebenen Zweibrücker Zucht ausgestatteten Regimenter wohl derart beeindruckt, dass er am 4. Juli 1806 auf dem heutigen Gelände des ehemaligen Schlösschens der Gräfin von Forbach die Wiedereinrichtung des Zweibrücker Gestütes verfügte. Der ehemalige Gestütsbesitz, der als einziger nicht verkauft, sondern verstaatlicht worden war, wurde dem Gestüt wieder zugewiesen. Aus Rosières, aus verschiedenen Teilen Deutschlands, aus Spanien und Ungarn kamen Hengste nach Zweibrücken. Der Bestand belief sich schließlich auf 260 Hengste und 112 Stuten. Nur 50–60 Hengste verblieben ständig in Zweibrücken. Die anderen kamen auf die dem Zweibrücker Hauptgestüt unterstehenden Depots in den Departements Ardennen, Dyle, Lys, Meurthe (Rosières) und Bas-Rhin (Straßburg).
Ein besonderes Zeichen kaiserlicher Wertschätzung war, dass Napoleon I. seinen arabischen Hengst Fayoum, den er in den Schlachten von Wagram und Eylau sowie in Austerlitz ritt, dem Landgestüt Zweibrücken im Jahre 1811 zum Geschenk machte.
Im Jahre 1814 flüchtete Gestütsdirektor Strubberg als Folge der Befreiungskriege mit 78 Hengsten, 29 Stuten und 24 Hengstfohlen in Richtung Fontainebleau. Auf dem Weg wurden die Pferde des Gestüts bei Auxerre von österreichischen Truppen ausgehoben, die schönsten, 64 an der Zahl, herausgenommen und nach Wien verbracht. Unter diesen Pferden befand sich auch der anglo-normänner Hengst Nonius, der Stammvater der berühmten Nonius-Rasse in Ungarn.
Vom pfälzischen Kreisgestüt zum königlich-bayrischen Land- und Stammgestüt führte der weitere Weg, als 1816 die Pfalz zum Königreich Bayern kam. Es gelang, 13 Hengste und zwei Stuten aus der alten Zweibrücker Zucht anzukaufen. Dazu kamen bayrische, persische, arabische und englische Hengste. 1828 wurden 5 Araber-Hengste in Damaskus gekauft, die nach einem dreimonatigen Marsch über die Alpen am 9. März 1828 gesund in Zweibrücken ankamen. Hauptabnehmer der zum Teil stark arabisierten Pferde waren die Militärverwaltungen; waren doch in Zweibrücken seit 1816 immer wieder berittene Einheiten stationiert, nämlich die Cheveauxlegers. Auch in den erstmals 1821 durchgeführten und seit 1872 zu einer ständigen Einrichtung gewordenen Pferderennen bewies die „Zweibrücker Race“ ihre englisch-arabische Abstammung, ihr Feuer und ihre Ausdauer.
Der Erste Weltkrieg brachte einen erneuten Einschnitt in die Weiterentwicklung der Zucht. Der Wegfall des Remonteverkaufs führte zu einem Umzüchtungsziel, das nur noch die Belange der Landwirtschaft berücksichtigte.
Im Zweiten Weltkrieg wurde Zweibrücken, in der sogenannten Roten Zone gelegen, geräumt. Das Gestüt wurde zweimal (1939/40 und 1944/45) nach Bayern (Schwaiganger und Achselschwang) evakuiert. Es hatte nur ein einziger Hengststall den Krieg überstanden. Alle anderen Gebäude, unter anderem eine große und eine kleine Reithalle, wurden im Laufe der Zeit neu errichtet.
Um die Zucht kräftiger Zugpferde schneller voranzutreiben, waren bereits im Jahre 1949 mehrere typtreue Zuchtpferde aus Frankreich eingeführt worden. Der pfälzischen Kaltblutzucht standen 1951 sechzehn Gestütshengste zur Verfügung, von denen 13 dem Pfalz-Ardenner Schlag angehörten.
Die Umzüchtung zum modernen Reitpferd war die Folge des durch die zunehmende Technisierung und Motorisierung bedingten Rückgangs der Pferde in der Landwirtschaft und im Fuhrwesen. Als Folge abnehmender Bedeckungen wurde das Gestüt 1960 umgebildet. Zweibrücken wurde Hengstdepot (Landgestüt), das Stammgestüt Eichelscheid aufgelöst bzw. verkauft und das Hauptgestüt (Fohlenstation) Birkhausen aufgelöst und an den Trakehner-Verband verpachtet. Der letzte Zweibrücker Hengst, der den Zweibrücker Gestütsbrand trug, der Hengst Feuerwerk, ging 1969.
Unter dem Oberbegriff „Deutsches Reitpferd“ wurde der Zweibrücker verstärkt zunächst von Hengsten Trakehner Abstammung und in den vergangenen Jahren verstärkt vom Hannoveraner beeinflusst.
Der Hengstbestand der 1960er Jahre von 20 bis 25 Hengsten wurde auf 10 bis 12 halbiert. Unter dem Motto „Das Pferd muss bleiben“ konnte das Pferd als Partner zur Freizeitgestaltung und zur sportlichen Betätigung wiederentdeckt werden.
Gezüchtet wird heute ein edles, großliniges und korrektes, gesundes und fruchtbares Pferd mit schwungvollen, raumgreifenden, elastischen Bewegungen, das aufgrund seines Temperamentes, Charakters und seiner Rittigkeit für Reit- und Fahrzwecke jeder Art geeignet ist.
Am 1. Januar 2008 wurde der Betrieb des Landgestüt Zweibrücken in eine GmbH überführt. Das neue Konzept basiert auf einer Stiftung, welche von der Stadt Zweibrücken gegründet wurde, und einer Betreibergesellschaft.
Zu den Aufgaben der Stiftung gehört die Förderung des Pferdesports, der Pferdezucht und die Durchführung von Veranstaltungen sowie die Instandhaltung der historischen Anlage. An der Betreibergesellschaft sind der Pferdezuchtverband, die Stadt Zweibrücken und der Reit- und Fahrverein Zweibrücken beteiligt.